# ربنو (شهرستان جاودووو)
ربنو (به لهستانی:  Rybno) یک روستا در لهستان است که در گمینا ربنو (استان وارمی-ماسوری) واقع شده‌است. ربنو ۲٬۵۵۸ نفر جمعیت دارد.